# Le Cauchemar climatisé
Le Cauchemar climatisé ((en) The Air-Conditioned Nightmare) est un récit autobiographique de Henry Miller publié par l'éditeur américain New Directions Publishing en 1945. 
Avec ce texte, Miller revient sur sa traversée des États-Unis effectuée en 1940-1941, non sans un regard très critique sur l'« American way of life ».

## Résumé
Revenant de Grèce, Henry Miller, en compagnie de son ami peintre Abraham Rattner décident, depuis New York, en octobre 1940, de rejoindre la Californie par leurs propres moyens, en faisant un crochet par la Floride. Miller raconte sous la forme d'épisodes non-chronologiques les différentes étapes, qui le mène d'abord à New Hope dans une colonie d'artistes, puis chez Caresse Crosby en Virginie où il croise Salvador Dali, puis chez Eudora Welty à Jackson (Mississippi). Arrivé à La Nouvelle-Ibérie, Rattner repart sans lui. De là, Miller retourne à New York pour enterrer son père en faisant un crochet par Atlanta, puis reprend son périple vers l'ouest en passant par le Colorado et tout s'achève à Hollywood, totalisant un trajet de près de 15 000 km.

## Table des matières
L'ouvrage s'ouvre sur une longue citation extraite de l'œuvre de Swami Vivekananda.
- Préface de Henry Miller
- Bonne nouvelle ! Dieu est Amour !
- Vive la France !
- L'âme de l'anesthésie
- Le docteur Souchon : peintre et chirurgien
- L'Arkansas et la Grande Pyramide
- Lettre à Lafayette
- Avec Edgar Varèse : dans le désert de Gobi
- Mon rêve de Mobile
- Un jour dans le parc
- Le menuet des automobiles
- Un rat dans le désert
- Du Grand Canyon à Burbank
- Soirée à Hollywood
- Une nuit avec Jupiter
- Stieglitz et Marin
- Hiler et les fresques murales
- Le Sud
- Addenda

L'édition originale comprend des reproductions de portraits photographiques figurant : Henry Miller, A. Rattner, Edgard Varèse, Alfred Stieglitz, ainsi que des peintures de Marin, Hilaire Hiler et Marion Souchon.

## Contexte

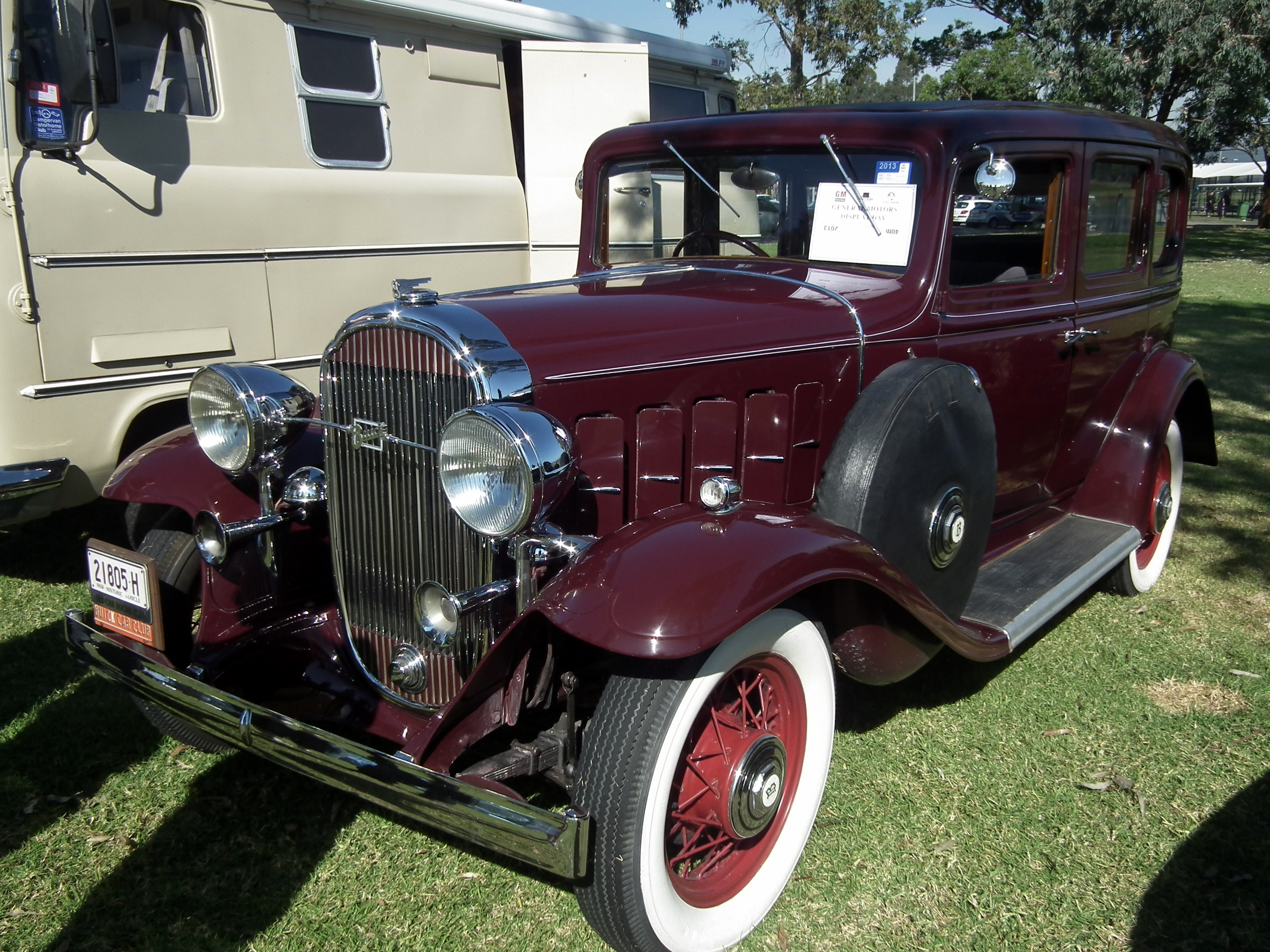
Une Buick 8-50 sedan (1932), similaire à celle utilisée par Miller pour son voyage.

Cette idée d'un récit de voyage américain remonte chez Miller à 1935 : lors de son séjour parisien, il l'évoque dans une correspondance avec son ami peintre Hilaire Hiler, et surtout, il produit un bref récit de voyage, Aller Retour New York (en), aux accents comiques et acides. Entre juin 1939 et mai 1940, Miller séjourne à Corfou et cet épisode grec donne lieu au récit autobiographique Le Colosse de Maroussi, refusé par dix éditeurs avant de trouver un accord chez Colt Press en 1941, éditeur basé à San Francisco. Durant l'été suivant, l'éditeur Doubleday fait une avance de 500 dollars à Miller pour un nouveau récit de voyage, ancré cette fois dans l'Amérique profonde : l'écrivain accepte, et achète avec l'avance une Buick modèle 8-50 sedan, et demande à Anaïs Nin de l'accompagner : fort occupée, elle décline, et Miller se rabat sur Abraham Rattner, un ami peintre qui lui donnait des cours d'aquarelle : et les voilà partis. À la fin de son récit, Miller rappelle non sans malice, que lui et Rattner avait sollicité, en vain, une bourse Guggenheim pour les aider à financer leur voyage.
L'écriture proprement dite prend forme à Detroit au printemps 1941, puis durant l'été en Californie : c'est là que s'achève l'ouvrage. Ou, plus précisément, l'entrée en guerre des États-Unis en décembre 1941 met un terme au projet : Miller l'abandonne, pour n'y revenir qu'en 1945 quand James Laughlin lui réclame un texte,. 
De nombreux chapitres sont pré-publiés sous forme d'extraits dans des revues et magazines comme Town & Country, Quarterly Review of Literature, View, et The Harvard Advocate.

## Réception
Miller est très inquiet à l'idée de publier ce récit en 1945, en pleine vague nationaliste et alors que la victoire des Alliés est proche. Donner une image négative de l'Amérique est une prise de risque qu'il mesure comme en témoigne ses lettres à Lawrence Durrell. De fait, l'ouvrage reçoit peu de critiques, et parmi celles-ci, certaines très sévères : Orville Prescott, critique au New York Times juge « le livre parmi les plus superficiels, snobs, mal informé, prétentieux et monstrueusement égocentriques que j'ai jamais lu de ma vie », reconnaissant néanmoins à certains égards et au delà de l'ironie et de la méchanceté chez Miller, dans sa manière de décrire le quotidien, une certaine justesse et une forme d'acuité.

## Réédition et traduction
New Directions s'emploie à rééditer l'ouvrage en novembre 1947 avec des nouveaux chapitres : l'ouvrage sort avec un autre titre, Remember to Remember, qui constitue en définitive l'achèvement du premier, une fin de cycle, un récit qui propose en plus des portraits d'amis et une série de souvenirs remontants à son séjour à Paris.
L'ouvrage paraît en français en 1954, traduit par Jean Rosenthal, chez Gallimard.